# Louis-Charles Ragué
Louis-Charles Ragué, né à Namur en 1744 et mort après 1793, était un harpiste et compositeur belge.

## Biographie
Il apprend les rudiments de musique parmi les choraux de Saint-Aubin à Namur et approfondit l'étude de la harpe avec son père, organiste à Dinant. De 1762 à 1771, il se rend à Rome où il fut l'élève de Sacchini. De retour au pays, il entre au service de l'évêque de Namur François-Marie de Lobkowitz qu'il accompagne de 1776 à 1777, à la cour de Frédéric II de Prusse. En 1783, il édite à Bruxelles ses premières œuvres et se rend ensuite à Paris. En 1786, ses Symphonies op. 10, dédiées à Frédéric le Grand et publiées en 1787 par Boyer, obtiennent un vif succès au Concert spirituel. Ses symphonies en trois mouvements subissent l'influence de l'école de Mannheim. L'allegro maestoso, qui ouvre la première symphonie en ré, oppose un premier thème très Sturm und Drang à un second, confié à la flûte, d'une élégance toute française. Sa courte carrière de compositeur n'aura duré que 10 ans, depuis son op. 1 daté de 1783. Malgré cela, sa production fut très féconde, et en grande partie dédiée à la harpe, instrument très en vogue à son époque. Sa trace se perd après 1793.
« Ragué, amateur distingué, vécut à Paris depuis 1775 jusqu'aux événements de la Révolution française, en 1792, puis se retira à la campagne, dans les environs de Moulins. En 1784 il fit représenter à la Comédie italienne Memnon, opéra en trois actes, dont il avait composé la musique et qui n'eut point de succès. Deux ans après il donna au même théâtre l'Amour filial, en deux actes, qui fut mieux accueilli. Ragué avait du talent sur la harpe [...]. On n'a aucun renseignement sur l'époque de la mort de Ragué. »
— Fétis, Biographie universelle

## Œuvres
- Sonates pour la harpe, op. 2, 4, 5, 15 et 16 ; ces deux derniers extraits des œuvres d'Ignace Joseph Pleyel ; Paris, Cousineau.
- Sonates pour harpe et violon, op. 12 et 13, ibid.
- Duos pour deux harpes, op. 1, 7, 8, 18, ibid.
- Trios pour harpe, violon et violoncelle, op. 9, ibid.
- Quatuors pour harpe, violon, alto et basse, op. 19, ibid.
- Airs variés pour harpe seule, op. 3, ibid.
- Six Duos pour violon et alto, op. 11, Paris, Boyer.
- Concerto pour harpe et orchestre, op. 6, Paris, Leduc.
- Trois symphonies pour orchestre, p. 10, ibid.
- Memnon, opéra en trois actes (1784)
- L'Amour filial, opéra en deux actes (1786)
- Les Muses ou le Triomphe d'Apollon, ballet en un acte, avec Eugène Hus (1793)